# Hornblåsaren 7

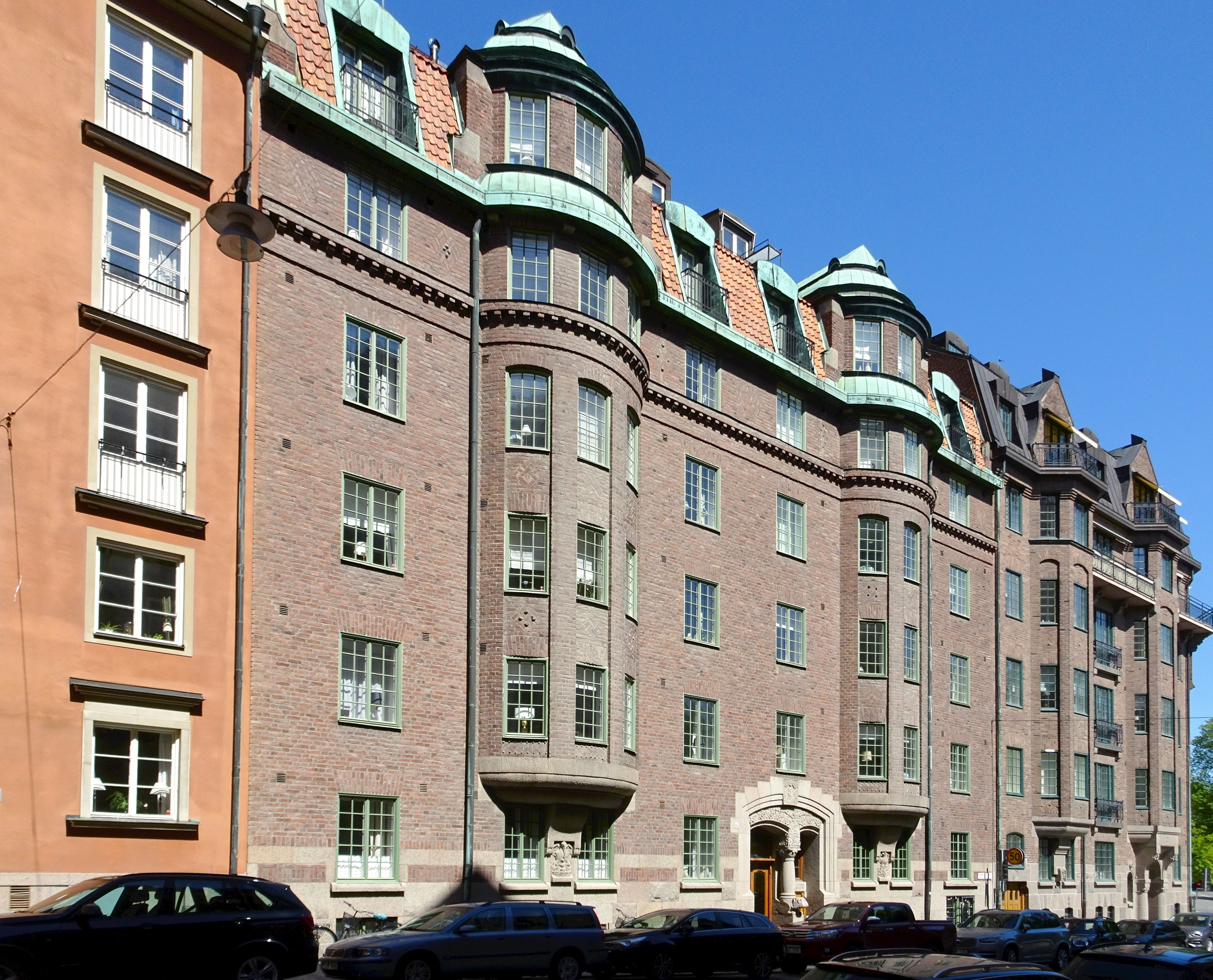
Hornblåsaren 7 i mitten, till höger Hornblåsaren 6 och till vänster skymtar Hornblåsaren 8, juni 2022.

Hornblåsaren 7 är en kulturhistoriskt värdefull fastighet i kvarteret Hornblåsaren vid Ulrikagatan 15 (före detta 5) på Östermalm i Stockholm. Byggnaden uppfördes 1913–1914 av byggmästaren Frithiof Dahl efter ritningar av arkitekt Folke Zettervall och är grönmärkt av Stadsmuseet i Stockholm vilket betyder "särskilt värdefull från historisk, kulturhistorisk, miljömässig eller konstnärlig synpunkt". Zettervall och Dahl stod även bakom grannhuset Hornblåsaren 6 som uppfördes ungefär samtidigt och har vissa exteriöra likheter med Hornblåsaren 7. Även den fastigheten är grönmärkt av Stadsmuseet.

## Bakgrund

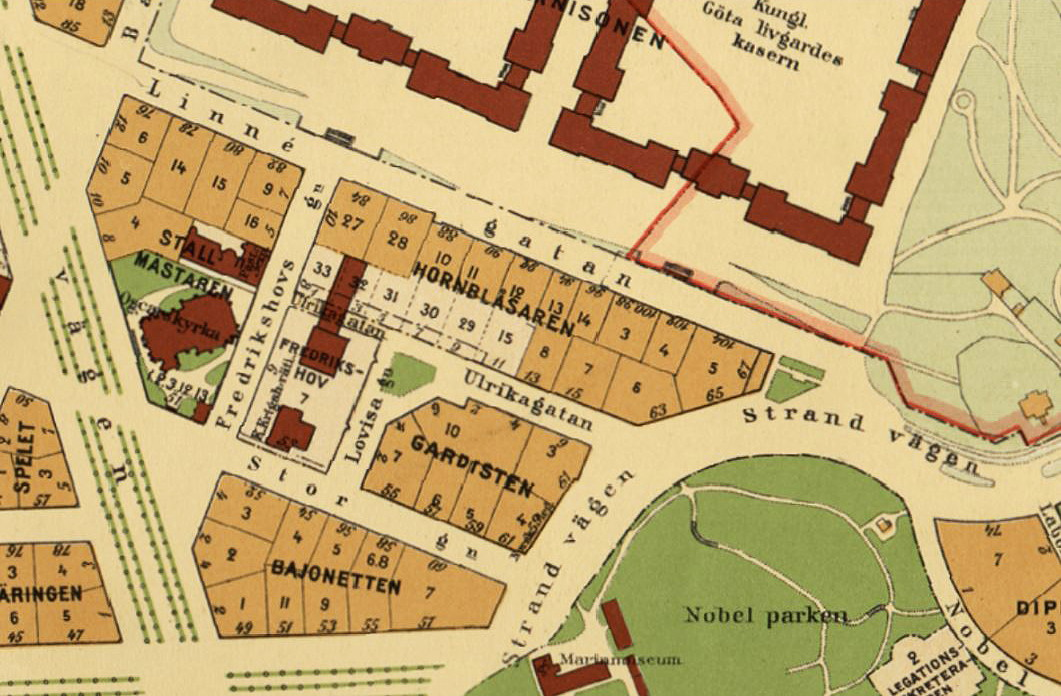
Hornblåsaren på 1930-talet.

Tidigare låg här storkvarteret Terra Nova större som hade sitt namn efter skeppsvarvet Terra Nova. I slutet av 1800-talet bildades på en mindre del av Terra nova större (motsvarande Svea livgardes kaserner) kvarteret Trumman som i sin tur blev platsen för kvarteren Gardisten och Hornblåsaren som fastställdes i en stadsplan 1911. Tomterna vid Strandvägen / Ulrikagatan mittemot Nobelparken ägdes efter bildandet av Kronan som skulle sälja dem till privata byggherrar.
Kvartersnamnet Hornblåsaren  minner om forna tiders signalblåsning på Svea livgardes domäner från 1800-talet. Idag existerar ett 60-tal kvartersnamn med militär anknytning som återspeglar den långa militära epoken på Östermalm. Hornblåsaren, belägen strax öster om Fredrikshov, fick sin nuvarande bebyggelse huvudsakligen efter första världskriget. Hornblåsaren 6 och 7 hann dock färdigställas 1914, samma år som krigets utbrott.

## Byggnadsbeskrivning

### Exteriör
Fastigheten nr 7 förvärvades 1913 av byggmästaren Frithiof Dahl som även kom att uppföra huset tillsammans med AB Skånska Cementgjuteriet. Dahl var av Murmestare Embetet godkänt murmästare och stod som huvudentreprenör bakom flera av Stockholms välkända byggnader, bland dem Kungliga Dramatiska Teatern, Stockholms stadshus och PUB:s varuhus vid Hötorget. Till arkitekt anlitade han Folke Zettervall som var chefsarkitekt vid Statens Järnvägars arkitektkontor 1895–1930 men även ritade några privata bostadshus. Planritningarna är dock signerade Frithiof Dahl 1914.
Byggnaden fick fem våningar med källare samt en inredd vindsvåning. Gatufasaden utfördes i mönstermurat mörkrött tegel och en hög sockel av granit. Arkitekturen är sen jugendstil i övergången till 1920-talsklassicism. De båda burspråken är svagt rundade och sträcker sig med ytterligare en våning över takfoten där de kröns av tornhuvar. Konsolstenarna under burspråken visar i granit huggna fåglar; en pelikan som matar sina ungar samt en örn. Mellan våning fyra och fem löper en tandsnittslist längs med hela fasaden.
Huvudentrén omges av en rik skulpterad portalomfattning i granit. Slutstenen visar nummer 5 (husets ursprungliga adress) omgiven av florala motiv. En kolonn med bas i form av ett stirrande fabeldjur skiljer huvudentrén från den betydligt smalare och lägre köksentrén vilken bär inskriptionen "TILL KÖKEN" ovanför. Det var tjänstefolkets entré som via källarvåningen ledde till husets båda kökstrappor. Vid den tiden var det fortfarande vanlig att tjänstefolket begagnade kökstrapporna istället för huvudtrappan. På 1980-talet inreddes råvinden med ytterligare två lägenheter.

### Bilder, fasaddetaljer

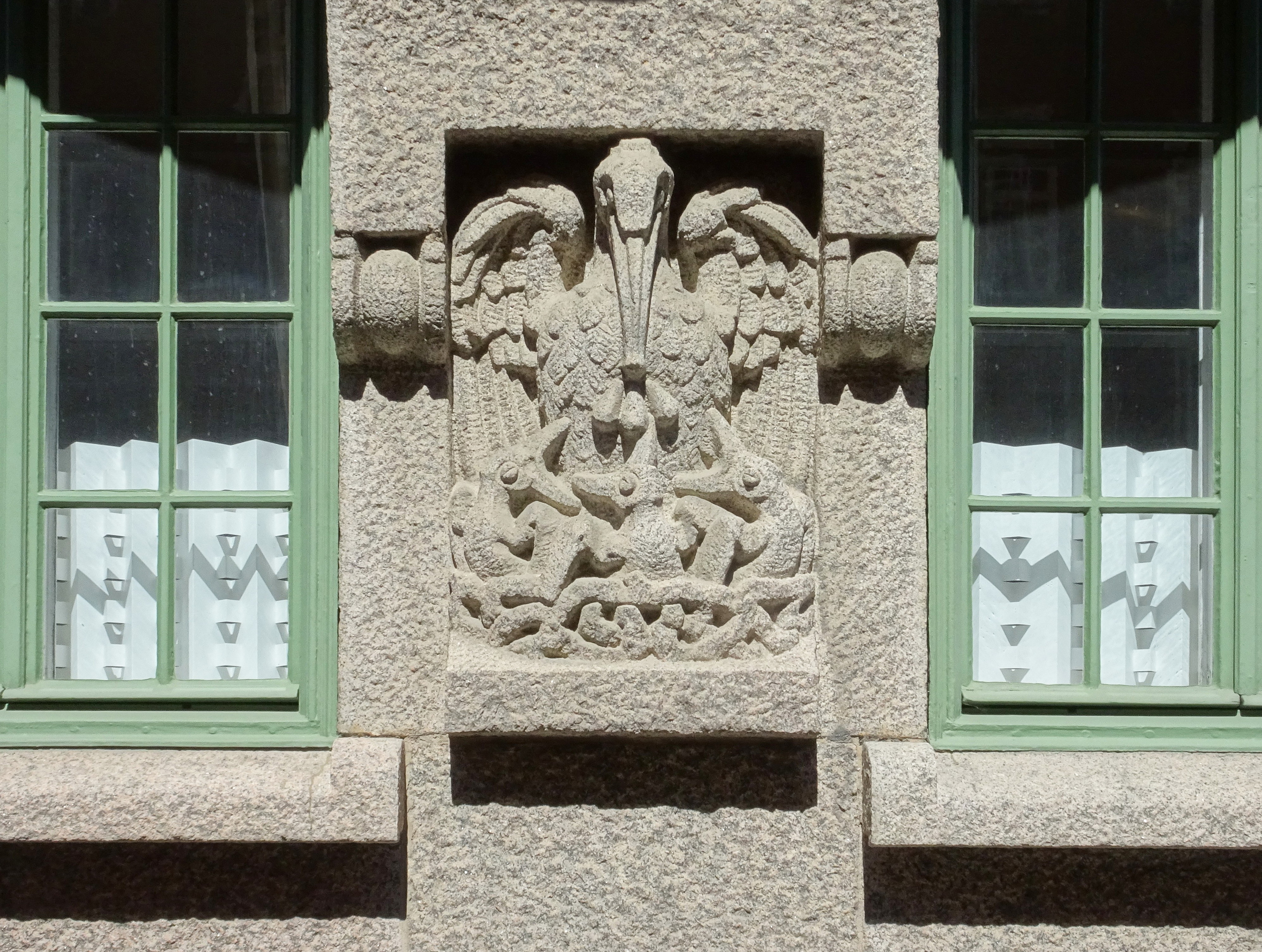
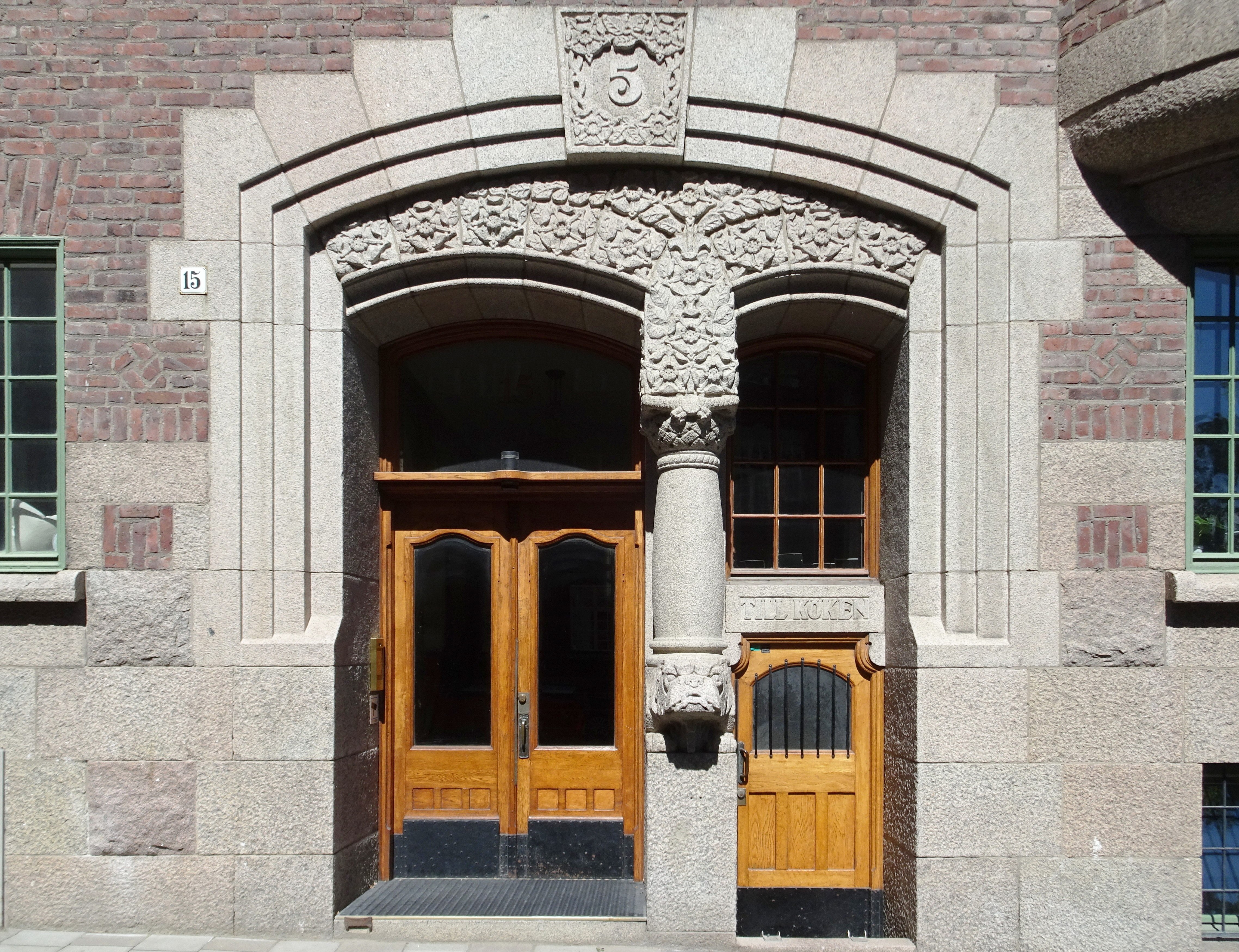
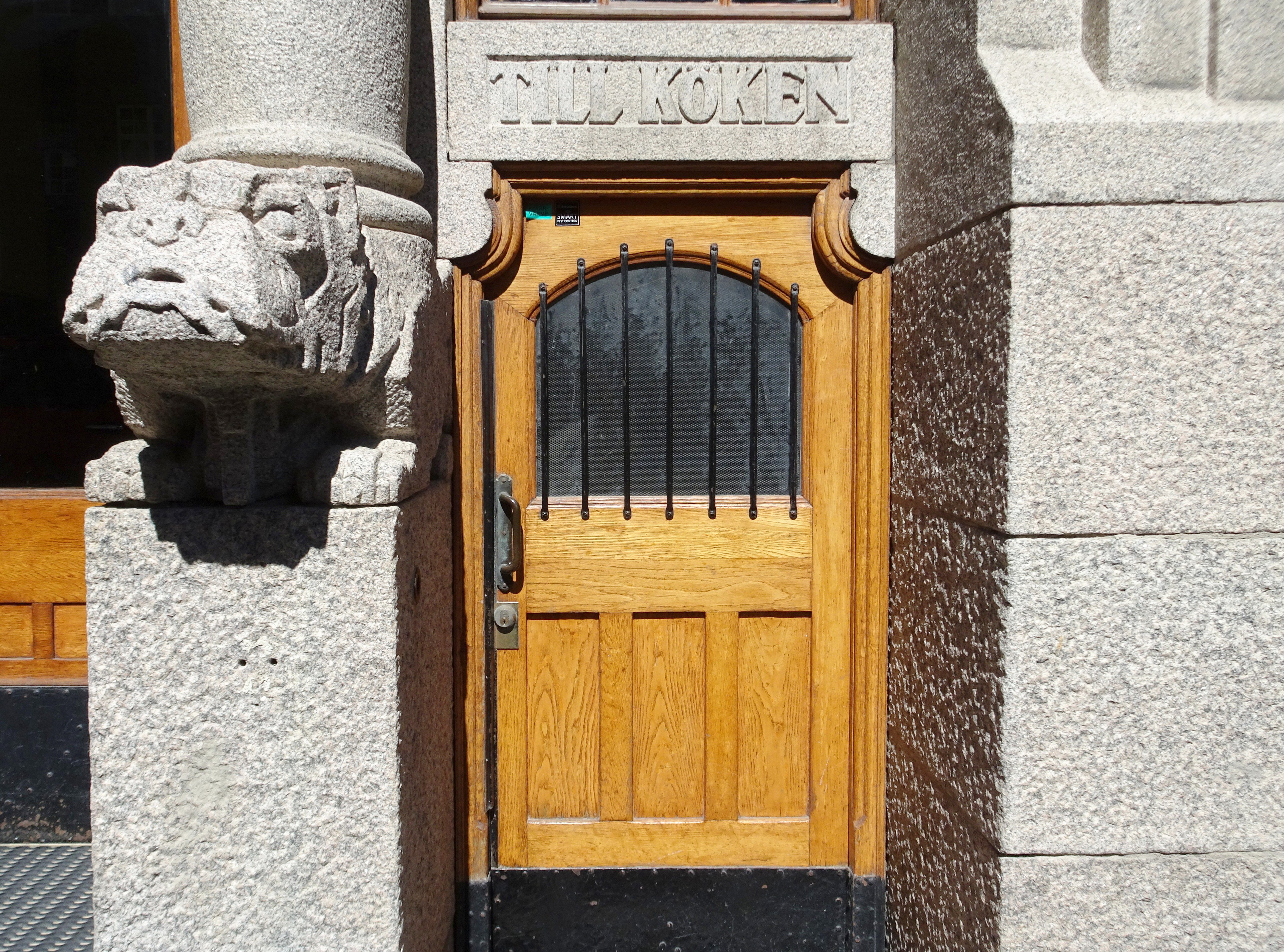
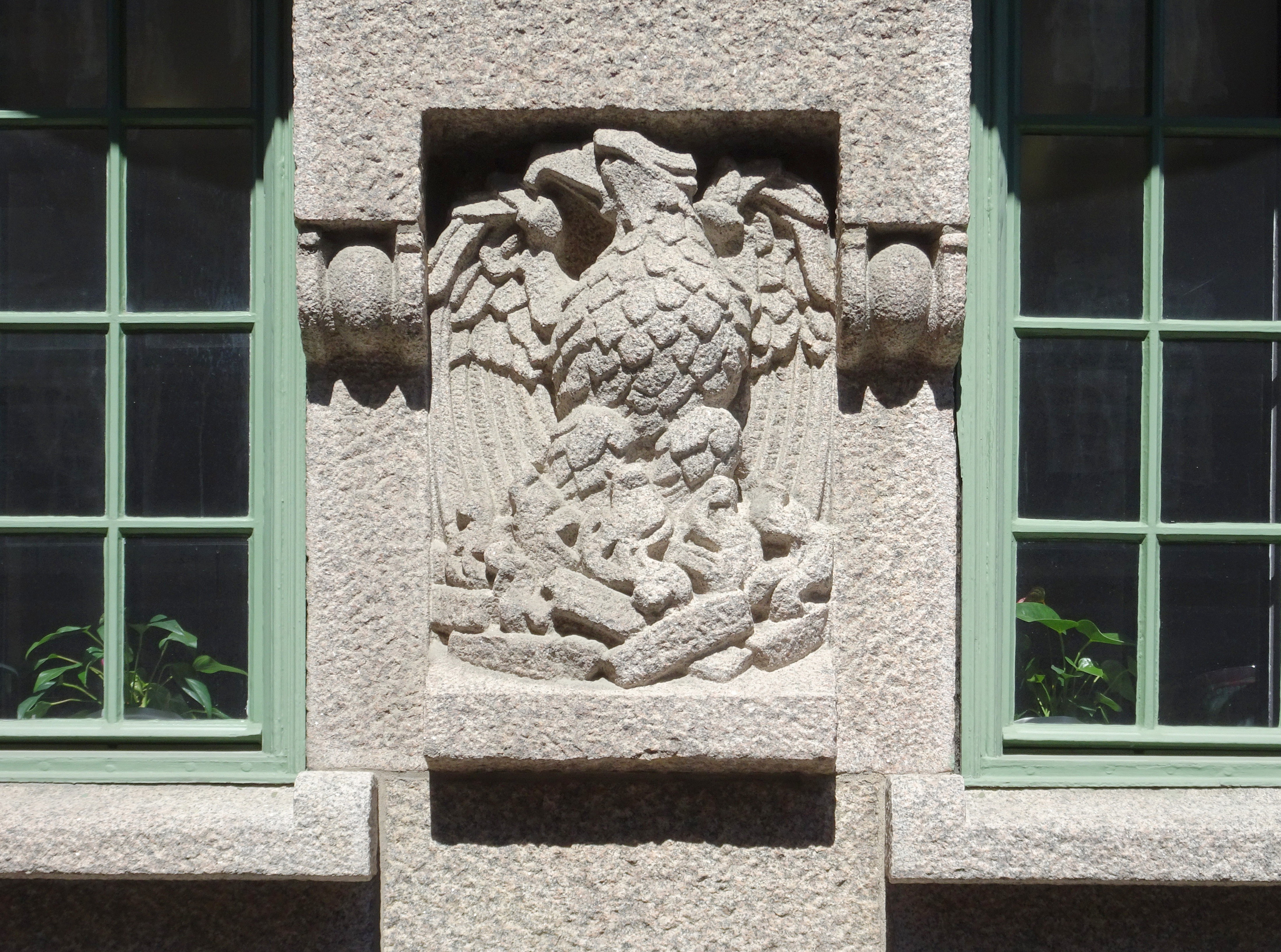

### Interiör

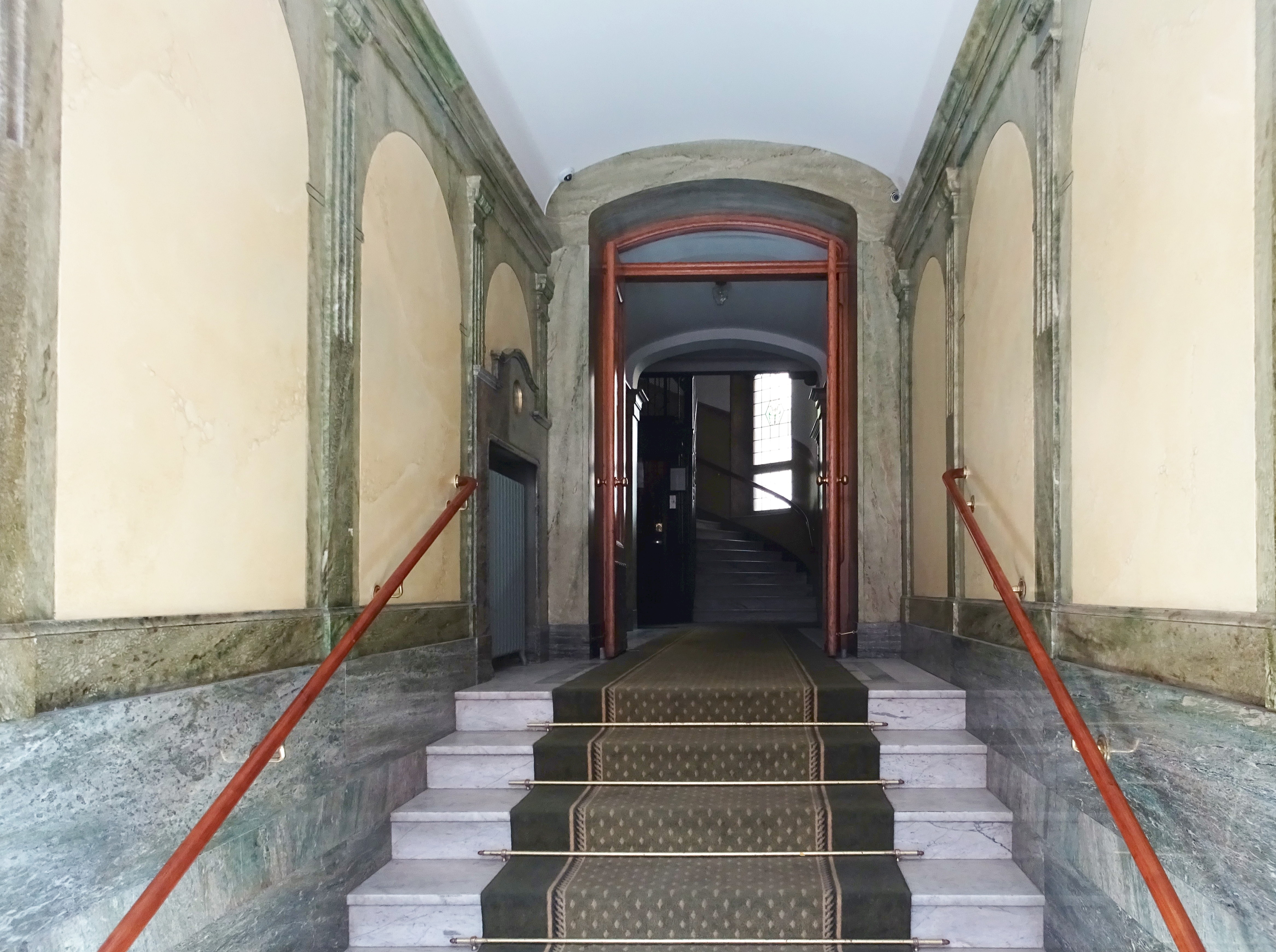
Entréhallen.

Innanför entrén möts besökaren av golv och trappa i vitt marmor med hög sockel i ljusgrå marmor. Väggarna är marmoreringsmålade i gul kulör och indelade i rundbågsfält mellan räfflade, grönmålade pilastrar. Den ursprungliga hissen har dekor av järnsmide. Trapphusets fönster är blyglasade med mittmotiv av färgat glas. 
Våningsplanens planlösning visar två stora lägenheter per våning. De är spegelvänd identiska med huvudtrappan i centrum och sträcker sig med var sin köksflygel inåt gården. Den ursprungliga rumsfördelningen var sex rum och kök fördelade på en stor hall med kapprum, herrum, vardagsrum med burspråk, två sovrum, matsal, kök med serveringsgång, jungfrurum och köket med tillgång till kökstrappan. På bottenvåningen fanns en liten portvaktslägenhet. 
I samband med en byggnadsinventering utförd av Stadsmuseet i Stockholm 1985 visade den besökta lägenheten ursprunglig jugendinredning, dessutom kvarstod formgivna halvfranska enkel- och pardörrar, öppen spis av vit marmor, boaserade väggar, smygpaneler samt kälade tak med stucklister. I hallen fanns listverk med strukturmålade fält och relieftryckt bård med blommotiv.

## Ägare och boenden
År 1915 uppger Stockholms adresskalender byggmästaren Frithiof Dahl som fastighetsägare. Bland hyresgästerna fanns samma år affärsmannen Axel Wenner-Gren vilken uppgav ”grosshandlare” som titel. 1919 hade Dahl sålt Hornblåsaren 6 och 7 till konsul Thorsten Roberg som 1926 fortfarande uppges som ägare. Roberg bodde dock inte i huset utan på gården Beateberg i Rö socken som han innehade mellan 1916 och 1934. Idag (2022) ägs fastigheten av bostadsrättsföreningen Hornblåsaren 7 som bildades 1986. Föreningens 15 lägenheter har storlekar mellan 23 m² och 222 m². I april 2019 såldes en lägenhet om sju rum och kök (217 m²) för 24 miljoner kronor.

### Originalritningar

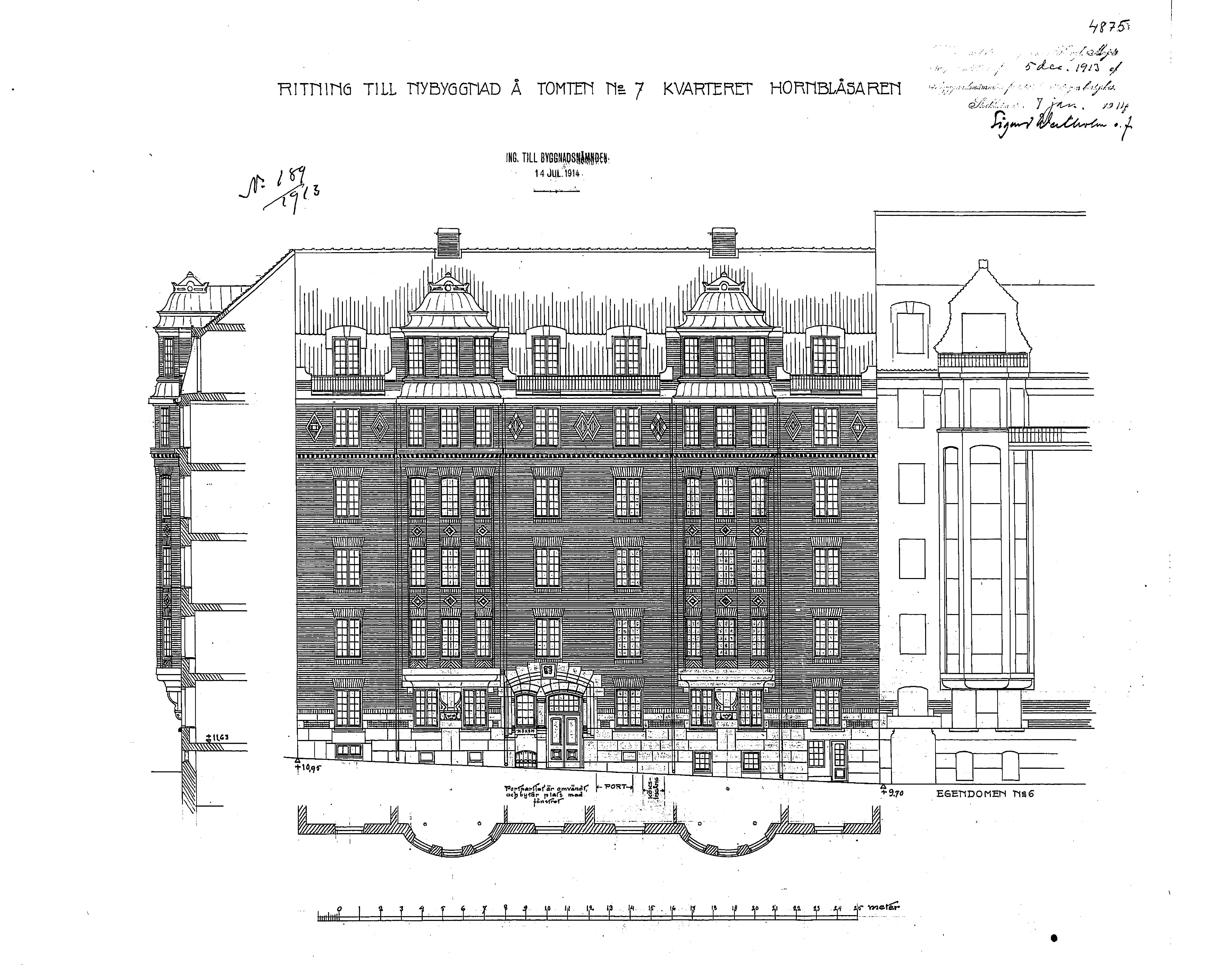
Fasad.
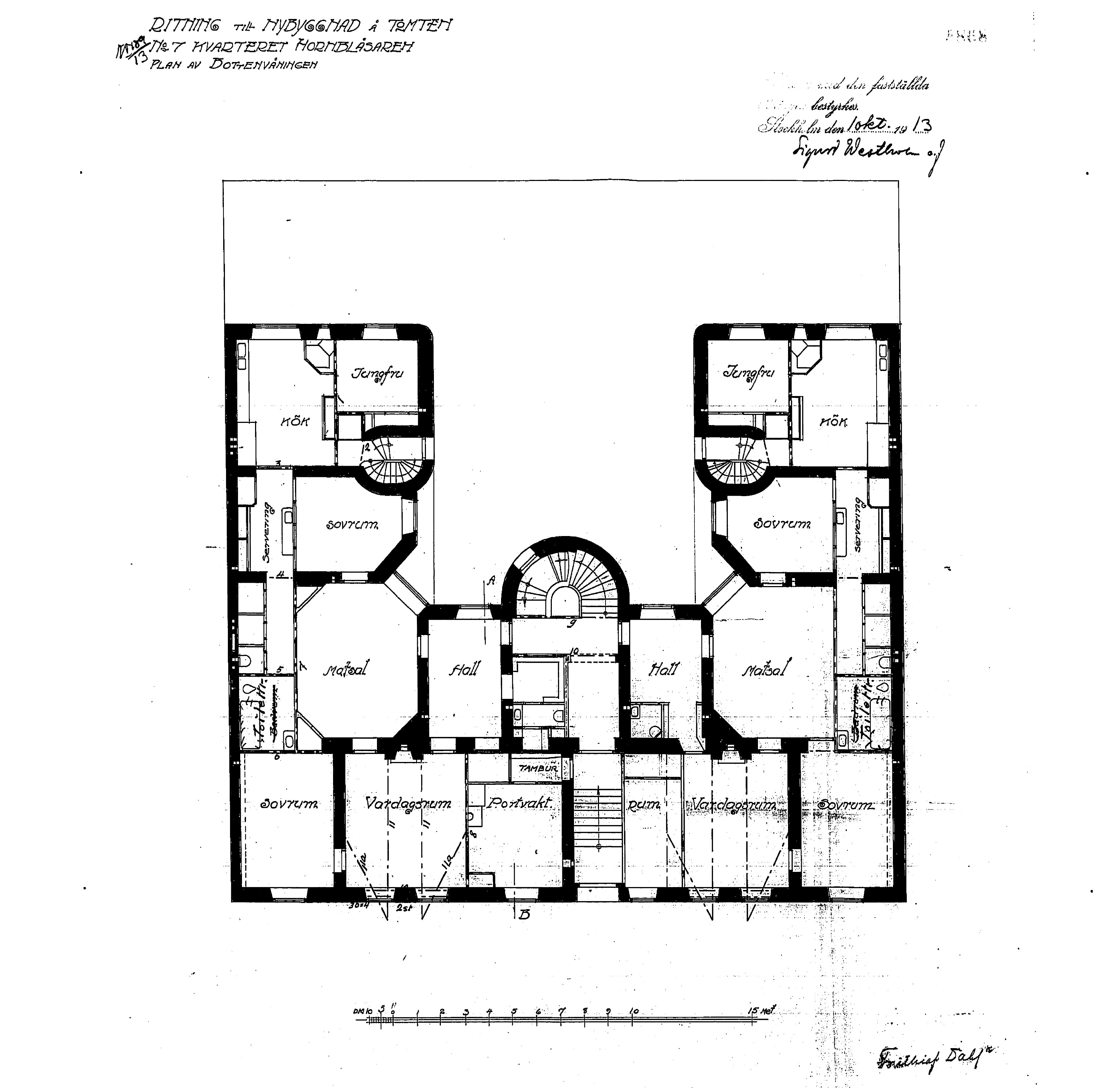
Bottenvåning.
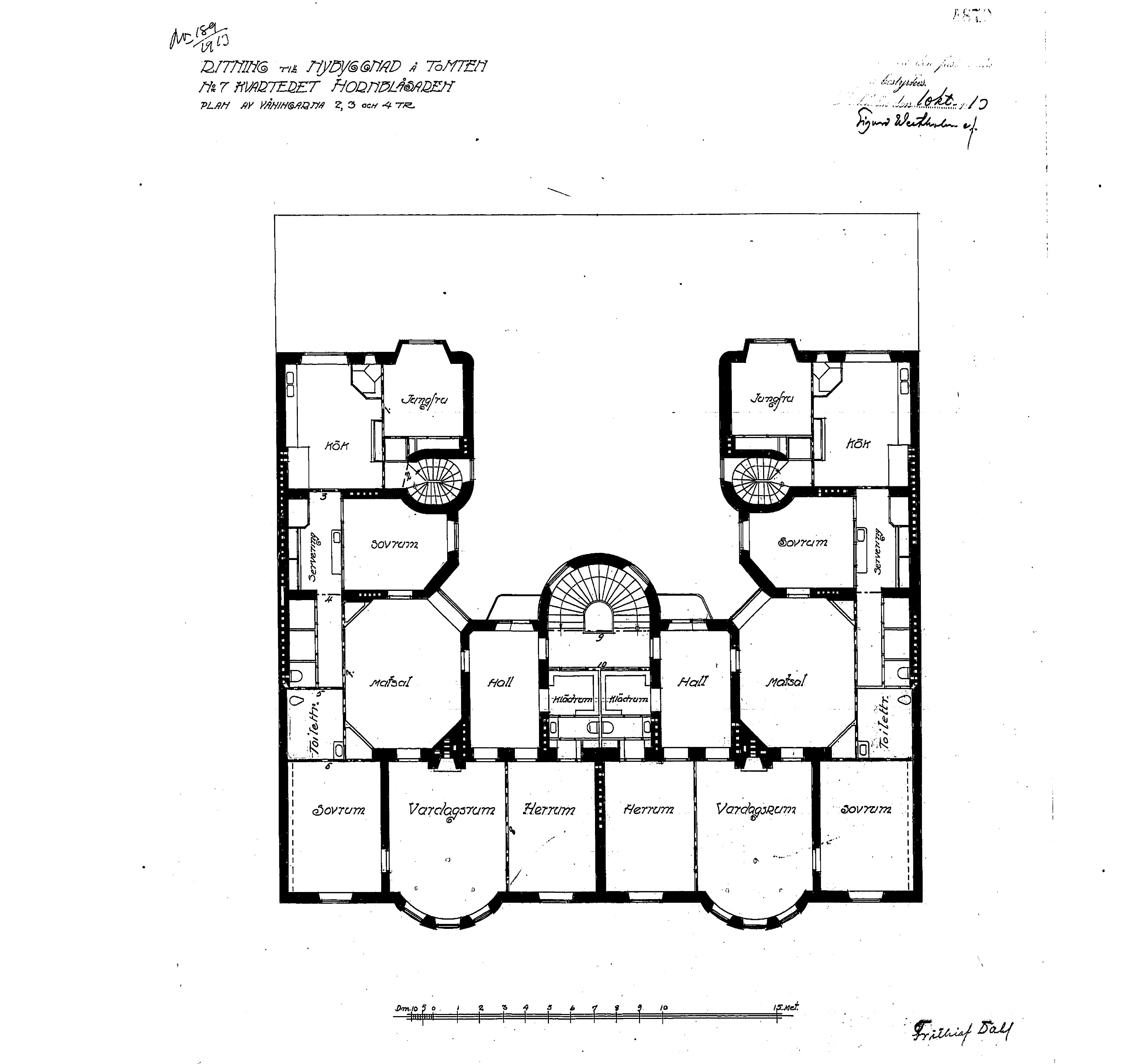
Våning 2, 3 och 4.
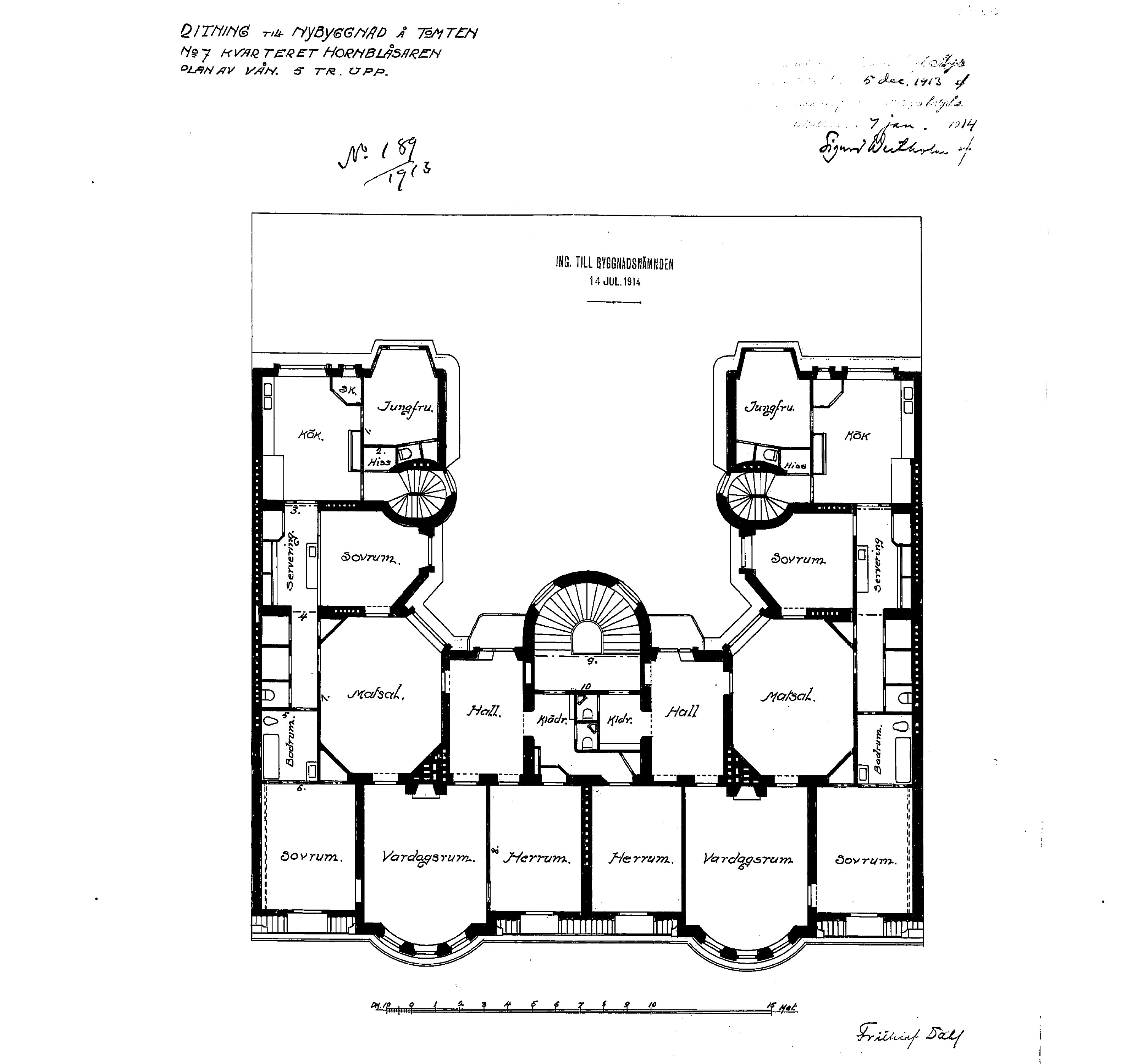
Våning 5.
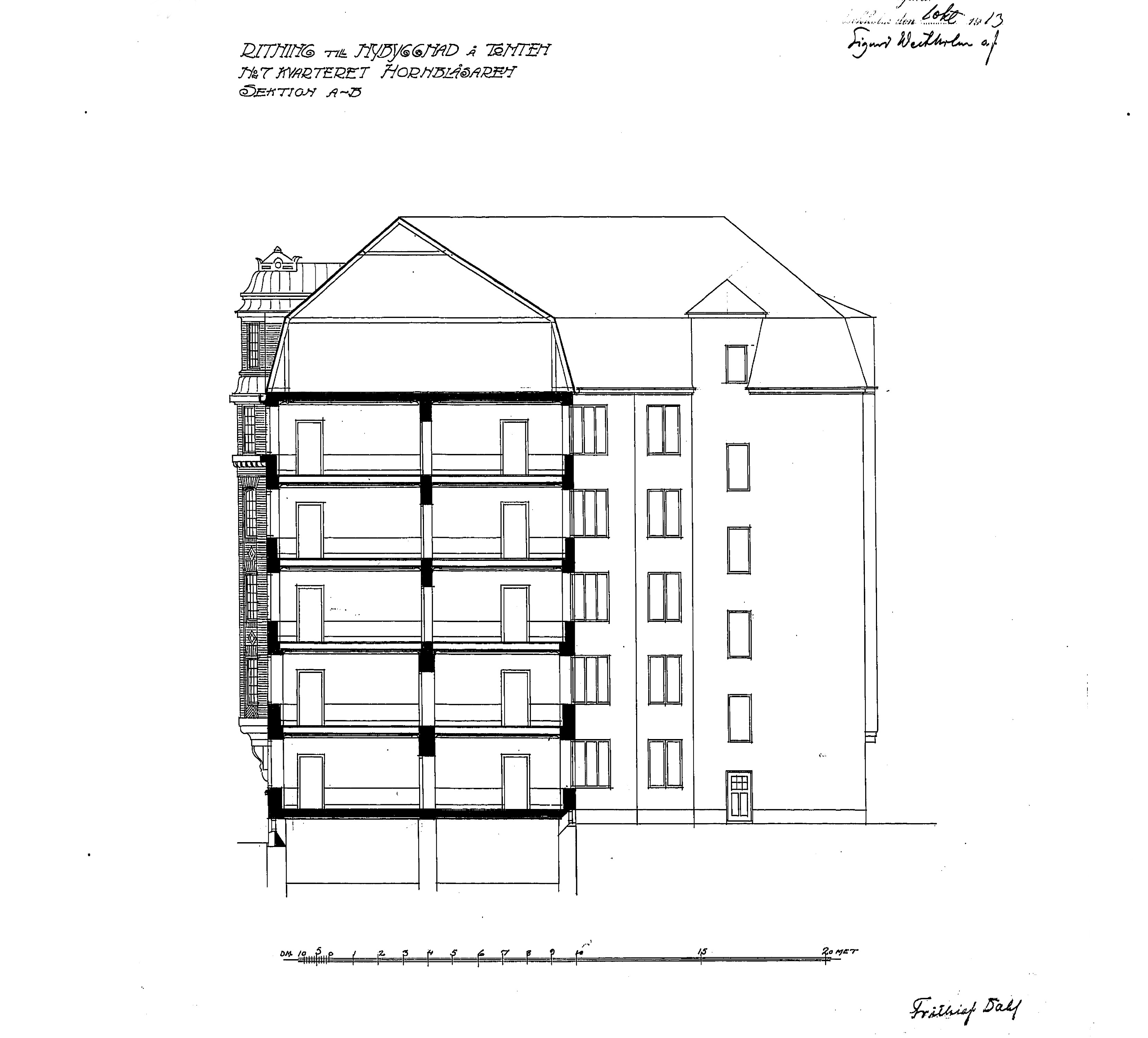
Sektion.